# Claus Jürgensen
Claus Jürgensen (* 5. Mai 1803 in Havetoftloit; † 11. Januar 1851 in Oersberg) war ein deutscher Lehrer und Schulgründer.

## Leben und Wirken
Claus Jürgensen war ein Sohn von Johann Christian Jürgensen (* 22. Juli 1767 in Havetoftloit; † 26. September 1811) und dessen Ehefrau Anna Christina Sophia, geborene Löck (* 1768 in Fahrenstedt; † 6. Dezember 1849 in Havetoftloit). Seine Mutter heiratete in zweiter Ehe 1818 Lorenz Lorenzen.
Jürgensen wuchs in einer armen Kätnerfamilie auf und arbeitete bereits als Kind in der Landwirtschaft mit. Er besuchte die Dorfschule von Havetoftloit und erhielt danach vom Pastor des Dorfes Vorbereitung für das Lehrerseminar, das er von 1822 bis 1825 in Todern besuchte. Direkt danach folgte er einem Ruf des Gottorfer Kirchenvisitatoriums als Substitut von Volksschullehrer Detlev Desler nach Oersberg. Desler, dessen Tochter er später heiratete, vertrat Jürgensen im Winter 1826. Jürgensen besuchte während dieser Zeit die Eckernförder Musterschule und lernte dort den sogenannten wechselseitigen Unterricht, den der König insbesondere für einklassige Dorfschulen unterstützte.
Im Januar 1827 ging Desler in den Ruhestand, woraufhin Jürgensen dessen Stelle übernahm. Darüber hinaus arbeitete er als Küster und Organist in Toestrup. Er kultivierte das zu seiner Stelle gehörende Land, die Pachtflächen des Pastorats, selbst gekauftes Land in Schweltholm und eine Parzelle in Scheggerott. Außerdem engagierte er sich im „Landwirthschaftlichen Verein an der Schlei“.
Während Jürgensens Eintritt in den Schuldienst wurden an ländlichen Volksschulen nur die Grundkenntnisse im Rechnen, Schreiben und Lesen unterrichtet; berufsbezogenes Wissen und politische Themen waren jedoch nicht Teil des Lehrplans. Die Bevölkerung beschwerte sich zunehmend darüber, dass dieser Unterricht keine Rücksicht auf die Veränderungen der Arbeitswelt und Gesellschaft nehme. Jürgensen sah ebenfalls Reformbedarf und gründete 1839 eine sogenannte Sonntagsschule für die Landjugend, die die Dorfschule verlassen hatte. Er traf dabei zunächst auf harten Widerstand des Schulvisitators Christian Ludwig Wiegmann. Als einziger Lehrer der Schule unterrichtete er landwirtschaftliche Berufskunde und Politik.
Jürgensen hatte mit seiner Sonntagsschule derart großen Erfolg, dass er seine Lehrstelle an der Dorfschule aufgab, die Sonntagsschule schloss und stattdessen im November 1845 in Oersberg die „Landwirthschaftliche Lehranstalt“ eröffnete. Es handelte sich um die dritte derartige Bildungseinrichtung für Erwachsene, die in den Herzogtümern existierte. Für die Schule, die sich in einem extra gebauten Gebäude befand, erhielt er aus dem Zollfond der Schleswig-Holsteinischen Ritterschaft zweimal 1500 Mark Courant als Zuschuss. Die Aufsichtsbehörde stimmte zu, dass Substitute Jürgensens Lehrstelle übernahmen.
Jürgensen warb für seine Schule mit Texten in Zeitungen, insbesondere der „Landwirthschaftlichen Zeitung“ und dem „Itzehoer Wochenblatt“. Er hatte ein Internat und bot der Landjugend gegen Schulgeld eine zwei Jahre dauernde Berufsausbildung. Der Lehrplan sah praktische und theoretische Inhalte vor, die die Anforderungen moderner Landwirtschaft berücksichtigten. Zu den Fächern gehörte die „Theorie der Landwirtschaft“, Tierzucht- und -heilkunde, Physik, Agrarchemie, Naturgeschichte, deutsche Sprache, Stil- und Redekunde, Geschichte, Mathematik, Singen nach Noten und Anstandslehre. Jürgensen lehrte zudem die „Kunde der statistisch-kommunalen Verhältnisse des Vaterlandes“ als eine Art politischer Allgemeinbildung. Im Gegensatz zur Höheren Volksschule Rendsburg gehörte zu seiner Einrichtung Ackerflächen für die praktische Anwendung des erlernten Wissens.
Die Schleswig-Holsteinische Erhebung führte dazu, dass Jürgensen drei Jahre nach der Eröffnung den Schulbetrieb einstellen musste. Der Großteil der Schüler und die sieben festangestellten Lehrer schlossen sich der Armee an, während Jürgensen selbst nicht an den Kämpfen teilnahm. Quellen zeigen, dass er politisch zwiegespalten war, jedoch das Dänische zunehmend offensichtlich ablehnte. So ließ er während der Gründungszeit der Sonntagsschule die dänische Sprache noch zu, verbot sie aber an der späteren Lehranstalt. Auf der anderen Seite schrieb er 1843 in seinen „Bedingungen der regelmäßigen Teilnahme an dem Unterricht der Sonntagsschule“ explizit, dort kein Platz für „eigentliche Politik“ sei. Während einer Versammlung am 27. März 1848 trat er angeblich für die Bewaffnung der Bevölkerung ein, blieb jedoch der schleswig-holsteinischen Armee fern.
Jürgensen starb wie seine Frau und eine vierjährige Tochter an einer ansteckenden Krankheit.

## Familie
Am 9. Februar 1827 heiratete Jürgensen Anna Maria Desler (* 7. September 1805 in Oersberg; † 14. Januar 1843 ebenda). Sie war eine Tochter des Oersberger Lehrers Detlev Desler (1762–1835) und dessen zweiter Ehefrau Catharina Dorothea Manicus, die 1851 starb.
Am 27. Mai 1844 heiratete Jürgensen in zweiter Ehe Dorothea Catharina Marxen (* 11. Juni 1815 in Kattrott; † 7. Dezember 1850 in Oersberg). Sie war eine Tochter des Parzellisten Matthias Marxen und dessen Ehefrau Maria Magdalena Desler. Es handelte sich um eine Nichte seiner ersten Ehefrau.
Aus der ersten Ehe stammten drei Töchter und vier Söhne, von denen vier Kinder ihren Vater überlebten. Dazu gehörte der Sohn Detlev Desler (* 3. April 1827 in Toestrup; † im Juni 1862 in Itzehoe). Er arbeitete als Lehrer und folgte auf seinen Vater als Leiter der Lehranstalt. Später hatte er eine Flachsbrecherei in Schweltholm. In seinem Todesjahr arbeitete er als Redakteur der Itzehoer Nachrichten.
Aus Jürgensens zweiter Ehe stammten ein Sohn und zwei Töchter, von denen eine beim Tod des Vaters noch lebte.